# Rancho Viejo, Xochitlán Todos Santos
Rancho Viejo är en ort i Mexiko.   Den ligger i kommunen Xochitlán Todos Santos och delstaten Puebla, i den sydöstra delen av landet, 170 km sydost om huvudstaden Mexico City. Rancho Viejo ligger 1 938 meter över havet och antalet invånare är 102.
Terrängen runt Rancho Viejo är kuperad åt sydväst, men åt nordost är den platt. Runt Rancho Viejo är det ganska tätbefolkat, med 52 invånare per kvadratkilometer. Närmaste större samhälle är San Marcos Tlacoyalco, 16,1 km öster om Rancho Viejo. I omgivningarna runt Rancho Viejo växer huvudsakligen savannskog.